# Brian Rodríguez
Paul Brian Rodríguez Bravo (Tranqueras, 20 maggio 2000) è un calciatore uruguaiano, attaccante dell'América e della nazionale uruguaiana.

## Caratteristiche tecniche
Attaccante in possesso di una buona visione di gioco, è in grado di giocare da ala o da prima punta.

## Carriera

### Club
Cresciuto nel settore giovanile del Peñarol, ha esordito il 28 marzo 2018 in occasione del match di campionato pareggiato 1-1 contro il Danubio. Successivamente va a giocare in MLS al Los Angeles FC.
Il 1º febbraio 2021 viene ingaggiato in prestito dall'Almería, club della prima divisione spagnola.
Nel 2022, dopo un'altra parentesi al Los Angeles FC, si trasferisce nella prima divisione messicana all'América.

### Nazionale
Dopo aver giocato nelle nazionali giovanili uruguaiane Under-17 ed Under-20, nel 2019 ha esordito in nazionale maggiore.

## Statistiche

### Presenze e reti nei club
Statistiche aggiornate al 23 maggio 2025.
| Stagione              | Squadra               | Campionato            | Campionato | Campionato | Coppe nazionali | Coppe nazionali | Coppe nazionali | Coppe continentali | Coppe continentali | Coppe continentali | Altre coppe | Altre coppe | Altre coppe | Totale | Totale |
| Stagione              | Squadra               | Comp                  | Pres       | Reti       | Comp            | Pres            | Reti            | Comp               | Pres               | Reti               | Comp        | Pres        | Reti        | Pres   | Reti   |
| --------------------- | --------------------- | --------------------- | ---------- | ---------- | --------------- | --------------- | --------------- | ------------------ | ------------------ | ------------------ | ----------- | ----------- | ----------- | ------ | ------ |
| 2018                  | Peñarol               | PD                    | 6          | 1          | -               | -               | -               | CS                 | -                  | -                  | SU          | -           | -           | 6      | 1      |
| gen.-ago. 2019        | Peñarol               | PD                    | 12         | 2          | -               | -               | -               | CL+CS              | 6+2                | 0+0                | SU          | 0           | 0           | 20     | 2      |
| Totale Penarol        | Totale Penarol        | Totale Penarol        | 18         | 3          |                 | -               | -               |                    | 8                  | 0                  |             | 0           | 0           | 26     | 3      |
| ago.-dic. 2019        | Los Angeles FC        | MLS                   | 7+2        | 0          | -               | -               | -               | -                  | -                  | -                  | -           | -           | -           | 9      | 0      |
| 2020                  | Los Angeles FC        | MLS                   | 16         | 1          | -               | -               | -               | CCL                | 4                  | 0                  | MiB         | 5           | 2           | 25     | 3      |
| feb.-giu. 2021        | Almería               | SD                    | 16         | 0          | CR              | -               | -               | -                  | -                  | -                  | -           | -           | -           | 16     | 0      |
| lug.-dic. 2021        | Los Angeles FC        | MLS                   | 15         | 4          | -               | -               | -               | -                  | -                  | -                  | -           | -           | -           | 15     | 4      |
| gen.-ago. 2022        | Los Angeles FC        | MLS                   | 14         | 2          | USOC            | 1               | 0               | CCL                | -                  | -                  | LC+CC       | 1+0         | 0+0         | 16     | 2      |
| Totale Los Angeles FC | Totale Los Angeles FC | Totale Los Angeles FC | 52+2       | 7          |                 | 1               | 0               |                    | 4                  | 0                  |             | 6           | 2           | 65     | 9      |
| 2022-2023             | América               | LMX                   | 17+5       | 1+3        | -               | -               | -               | -                  | -                  | -                  | LC          | 1           | 0           | 23     | 4      |
| 2023-2024             | América               | LMX                   | 27+5       | 5          | -               | -               | -               | CCC                | 7                  | 2                  | LC+CC       | 4+1         | 2+0         | 44     | 9      |
| 2024-2025             | América               | LMX                   | 24+6       | 8+1        | -               | -               | -               | CCC                | 4                  | 1                  | LC+CmC      | 3+1         | 0+1         | 38     | 11     |
| 2025-2026             | América               | LMX                   | 3          | 2          | -               | -               | -               | -                  | -                  | -                  | CdC+LC      | 1+0         | 0+0         | 4      | 2      |
| Totale América        | Totale América        | Totale América        | 71+16      | 16+4       |                 | -               | -               |                    | 11                 | 3                  |             | 11          | 3           | 109    | 26     |
| Totale carriera       | Totale carriera       | Totale carriera       | 175        | 30         |                 | 1               | 0               |                    | 23                 | 3                  |             | 17          | 5           | 216    | 38     |

### Cronologia presenze e reti in nazionale
| Cronologia completa delle presenze e delle reti in nazionale ― Uruguay | Cronologia completa delle presenze e delle reti in nazionale ― Uruguay | Cronologia completa delle presenze e delle reti in nazionale ― Uruguay | Cronologia completa delle presenze e delle reti in nazionale ― Uruguay | Cronologia completa delle presenze e delle reti in nazionale ― Uruguay | Cronologia completa delle presenze e delle reti in nazionale ― Uruguay | Cronologia completa delle presenze e delle reti in nazionale ― Uruguay | Cronologia completa delle presenze e delle reti in nazionale ― Uruguay |
| Data                                                                   | Città                                                                  | In casa                                                                | Risultato                                                              | Ospiti                                                                 | Competizione                                                           | Reti                                                                   | Note                                                                   |
| ---------------------------------------------------------------------- | ---------------------------------------------------------------------- | ---------------------------------------------------------------------- | ---------------------------------------------------------------------- | ---------------------------------------------------------------------- | ---------------------------------------------------------------------- | ---------------------------------------------------------------------- | ---------------------------------------------------------------------- |
| 6-9-2019                                                               | San José                                                               | Costa Rica                                                             | 1 – 2                                                                  | Uruguay                                                                | Amichevole                                                             | -                                                                      |                                                                        |
| 10-9-2019                                                              | Saint Louis                                                            | Stati Uniti                                                            | 1 – 1                                                                  | Uruguay                                                                | Amichevole                                                             | 1                                                                      | 62’                                                                    |
| 11-10-2019                                                             | Montevideo                                                             | Uruguay                                                                | 1 – 0                                                                  | Perù                                                                   | Amichevole                                                             | 1                                                                      | 62’                                                                    |
| 15-10-2019                                                             | Lima                                                                   | Perù                                                                   | 1 – 1                                                                  | Uruguay                                                                | Amichevole                                                             | -                                                                      | 63’                                                                    |
| 15-11-2019                                                             | Budapest                                                               | Ungheria                                                               | 1 – 2                                                                  | Uruguay                                                                | Amichevole                                                             | 1                                                                      | 82’                                                                    |
| 18-11-2019                                                             | Tel Aviv                                                               | Argentina                                                              | 2 – 2                                                                  | Uruguay                                                                | Amichevole                                                             | -                                                                      | 88’                                                                    |
| 8-10-2020                                                              | Montevideo                                                             | Uruguay                                                                | 2 – 1                                                                  | Cile                                                                   | Qual. Mondiali 2022                                                    | -                                                                      | 65’                                                                    |
| 13-10-2020                                                             | Quito                                                                  | Ecuador                                                                | 4 – 2                                                                  | Uruguay                                                                | Qual. Mondiali 2022                                                    | -                                                                      | 67’                                                                    |
| 17-11-2020                                                             | Montevideo                                                             | Uruguay                                                                | 0 – 2                                                                  | Brasile                                                                | Qual. Mondiali 2022                                                    | -                                                                      | 60’                                                                    |
| 3-6-2021                                                               | Montevideo                                                             | Uruguay                                                                | 0 – 0                                                                  | Paraguay                                                               | Qual. Mondiali 2022                                                    | -                                                                      | 83’                                                                    |
| 2-9-2021                                                               | Lima                                                                   | Perù                                                                   | 1 – 1                                                                  | Uruguay                                                                | Qual. Mondiali 2022                                                    | -                                                                      | 71’                                                                    |
| 5-9-2021                                                               | Montevideo                                                             | Uruguay                                                                | 4 – 2                                                                  | Bolivia                                                                | Qual. Mondiali 2022                                                    | -                                                                      |                                                                        |
| 9-9-2021                                                               | Montevideo                                                             | Uruguay                                                                | 1 – 0                                                                  | Ecuador                                                                | Qual. Mondiali 2022                                                    | -                                                                      | 80’                                                                    |
| 7-10-2021                                                              | Montevideo                                                             | Uruguay                                                                | 0 – 0                                                                  | Colombia                                                               | Qual. Mondiali 2022                                                    | -                                                                      |                                                                        |
| 10-10-2021                                                             | Buenos Aires                                                           | Argentina                                                              | 3 – 0                                                                  | Uruguay                                                                | Qual. Mondiali 2022                                                    | -                                                                      | 75’                                                                    |
| 12-11-2021                                                             | Montevideo                                                             | Uruguay                                                                | 0 – 1                                                                  | Argentina                                                              | Qual. Mondiali 2022                                                    | -                                                                      | 46’                                                                    |
| 16-11-2021                                                             | La Paz                                                                 | Bolivia                                                                | 3 – 0                                                                  | Uruguay                                                                | Qual. Mondiali 2022                                                    | -                                                                      |                                                                        |
| 14-6-2023                                                              | Montevideo                                                             | Uruguay                                                                | 4 – 1                                                                  | Nicaragua                                                              | Amichevole                                                             | 1                                                                      |                                                                        |
| 20-6-2023                                                              | Montevideo                                                             | Uruguay                                                                | 2 – 0                                                                  | Cuba                                                                   | Amichevole                                                             | -                                                                      | 46’                                                                    |
| 8-9-2023                                                               | Montevideo                                                             | Uruguay                                                                | 3 – 1                                                                  | Cile                                                                   | Qual. Mondiali 2026                                                    | -                                                                      | 71’                                                                    |
| 12-10-2023                                                             | Barranquilla                                                           | Colombia                                                               | 2 – 2                                                                  | Uruguay                                                                | Qual. Mondiali 2026                                                    | -                                                                      | 72’                                                                    |
| 26-3-2024                                                              | Lens                                                                   | Costa d'Avorio                                                         | 2 – 1                                                                  | Uruguay                                                                | Amichevole                                                             | -                                                                      | 46’                                                                    |
| 5-6-2024                                                               | Denver                                                                 | Messico                                                                | 0 – 4                                                                  | Uruguay                                                                | Amichevole                                                             | -                                                                      |                                                                        |
| 13-7-2024                                                              | Charlotte                                                              | Canada                                                                 | 2 – 2 (3 – 4 dtr)                                                      | Uruguay                                                                | Coppa America 2024 - Finale 3º posto                                   | -                                                                      | 61’                                                                    |
| 6-9-2024                                                               | Montevideo                                                             | Uruguay                                                                | 0 – 0                                                                  | Paraguay                                                               | Qual. Mondiali 2026                                                    | -                                                                      | 89’                                                                    |
| 10-9-2024                                                              | Maturín                                                                | Venezuela                                                              | 0 – 0                                                                  | Uruguay                                                                | Qual. Mondiali 2026                                                    | -                                                                      | 53’ 54’                                                                |
| 21-3-2025                                                              | Montevideo                                                             | Uruguay                                                                | 0 – 1                                                                  | Argentina                                                              | Qual. Mondiali 2026                                                    | -                                                                      | 58’                                                                    |
| 5-6-2025                                                               | Asunción                                                               | Paraguay                                                               | 2 – 0                                                                  | Uruguay                                                                | Qual. Mondiali 2026                                                    | -                                                                      | 77’                                                                    |
| Totale                                                                 |                                                                        | Presenze                                                               | 28                                                                     |                                                                        | Reti                                                                   | 4                                                                      |                                                                        |

## Palmarès

### Club

#### Competizioni nazionali
- Campionato uruguaiano: 1

Peñarol: 2018
- Campionato messicano: 1

América: Apertura 2024

#### Competizioni internazionali
- Campeones Cup: 1

América: 2024